# Technologiemuseum (Helsinki)
Het technologiemuseum (Fins: Tekniikan museo/ Zweeds: Tekniska museet) is een museum in de Finse hoofdstad Helsinki. Het museum werd opgericht in 1969 en bevindt zich in een oude waterzuiveringsfabriek. Het laat de industrie en technologie-geschiedenis van het land zien. In het museum bevindt zich ook een bibliotheek, een archief, een onderzoekscentrum en een audiotorium.